# ハルカの光
『ハルカの光』（ハルカのひかり）は、2021年2月8日から3月8日までNHK Eテレで毎週月曜 19時25分 - 19時50分に放送されたテレビドラマ。脚本家・矢島弘一のオリジナル作品。主演は黒島結菜。

## 概要
東日本大震災から1年後に震災以来初めての漁から戻ってくる父の船が放つ漁火に救われた娘。上京した女性が名作照明を扱う専門店で、ある光に惹かれて店番として働くようになる。照明オタクの女性が訪れる人々に照明の魅力を伝えていくことで、大震災によって負った心の傷を乗り越えて希望の光を見出していく姿を描く、ユーモアとペーソス溢れるタッチで描く新感覚「文化教養×ドラマ」。

## あらすじ
- 以下、番組公式サイトより引用。
  - 「一日中、光のことだけを考えていたい！」。恋愛よりも照明が大事、そんな照明オタクのハルカと店長･西谷のもとを訪ねてきたのは「電球を売れ」と連呼する老舗寿司屋の大将。しかし、ハルカは「ここに単に電球を求めてやってくるなんて寿司屋でタピオカを頼むようなもの」だと大将を一蹴してしまう。怒って帰った大将だが、数日後なぜか再び店を訪れる。実は最近女将（おかみ・妻）が急逝して店が急に暗くなったところに電球まで切れてしまった、と身の上を告白する。そんな大将の目に留まったのは真鍮（しんちゅう）製のペンダントライト。フィンランドの建築家・デザイナーであるアルヴァ・アアルトが妻とともに作った作品だが、妻アイノは55歳という若さで亡くなってしまったという。この照明は、一枚の真鍮から作られており、使い込むほどに味が出てくる。広い面積を照らす照明ではないのに、「人が集まる光」だとハルカは伝える。大将は試しに店でこの照明を点けてみることにするのだが…

## キャスト
幸本ハルカ
演 - 黒島結菜（10年前：田牧そら）
宮城県で暮らす漁師の娘。
西谷慎一
演 - 古舘寛治
東京のとある町にある名作照明を専門に扱う「エクラ」の店長。
幸本有香
演 - 山下容莉枝
ハルカの母。

### ゲスト
出典：

#### 第1話
岡林一郎
演 - イッセー尾形
寿司屋の大将。

#### 第2話
古山荘
演 - 塩見三省
大学教授。
辰巳良太郎
演 - 渡辺大知
古山の元・教え子。

#### 第3話
左京駿
演 - 駿河太郎
プロボクサー。
横井愛子
演 - 内田慈
ジム会長の娘。

#### 第4話
鈴川茜
演 - 緒川たまき
謎めいた客。

#### 第5話
幸本和也
演 - 甲本雅裕
ハルカの父。

## スタッフ
- 作 - 矢島弘一
- 演出 - 松原弘志（1話、2話、5話）、長澤佳也（3話、4話）
- 照明監修 - 萩原健太郎
- VFX - 石田兵衛
- 制作統括 - 樋口俊一（NHK）、川崎直子（NHKエンタープライズ）、小川直彦（スパークル）
- プロデューサー - 長澤佳也、松原弘志
- 制作著作 - NHK、スパークル

## 放送日程
| 各話  | 放送日  | ラテ欄 | 演出     |
| ----- | ------- | ------ | -------- |
| 第1話 | 2月08日 |        | 松原弘志 |
| 第2話 | 2月15日 |        | 松原弘志 |
| 第3話 | 2月22日 |        | 長澤佳也 |
| 第4話 | 3月01日 |        | 長澤佳也 |
| 第5話 | 3月08日 |        | 松原弘志 |

## モチーフとなった照明
- 第1話　アルヴァ・アアルト & アイノ・アアルト: ゴールデン・ベル
- 第2話　インゴ・マウラー（英語版）: ワン・フロム・ザ・ハート
- 第3話　イサム・ノグチ: アカリ
- 第4話　ベルトラン・バラス: ヒア・カムズ・ザ・サン
- 第5話　ポール・ヘニングセン（英語版）: PHスタンド